# Burdignin
Burdignin is een gemeente in het Franse departement Haute-Savoie (regio Auvergne-Rhône-Alpes) en telt 643 inwoners (2004). De plaats maakt deel uit van het arrondissement Thonon-les-Bains.

## Geografie
De oppervlakte van Burdignin bedraagt 10,0 km², de bevolkingsdichtheid is 64,3 inwoners per km².
De onderstaande kaart toont de ligging van Burdignin met de belangrijkste infrastructuur en aangrenzende gemeenten.

## Demografie
Onderstaande figuur toont het verloop van het inwonertal (bron: INSEE-tellingen).